# 查理·盧西安諾
查尔斯·盧西安諾（英語：Charles Luciano，1897年11月24日—1962年1月26日），本名薩爾瓦托雷·盧卡尼亞（義大利語：Salvatore Lucania），綽號幸运的盧西安諾是一名意大利出生的黑幫和黑手党犯罪老大，他主要活躍於美國。盧西安諾因創立了第一個黑手黨委員會而被稱為「美國現代有組織犯罪之父」，他也是現代吉諾維斯犯罪家族的第一個正式老大。他與他的伙伴一起幫助全國犯罪集團的發展。
盧西安諾被地方檢察官湯瑪斯·杜威多年的調查後於1936年成功地被判強逼賣淫罪。盧西安諾被判處30年至50年監禁，但當他仍被監禁時，在第二次世界大戰期間透過他的伙伴邁爾·蘭斯基與美國海軍部達成協議，以保護紐約的港口不受軸心國的U型潛艇入侵。由於他在戰時的合作，他的刑期被減刑，他於1946年被驅逐回意大利。盧西安諾於1962年1月26日在意大利去世，他的遺體被准許運回美國安葬。
美國芝加哥黑帮老大，地下市長艾爾·卡彭称他为表哥（卡彭是那不勒斯人，两人实无血缘关系）。

## 早年
薩爾瓦托雷·盧卡尼亞於1897年11月24日在意大利西西里島的萊爾卡拉弗里迪出生。盧西安諾的父母安東尼（Antonio）和蘿沙麗亞·盧卡尼亞（Rosalia Lucania）有四個孩子：巴托洛梅奧（Bartolomeo，出生於1890年），朱塞普（Giuseppe，出生於1898年），菲莉帕（Filippa，出生於1901年）和康莎塔（Concetta）。盧西安諾的父親在西西里島的硫磺礦井工作。
他的父親非常有志向，堅持最終要遷往美國。盧西安諾在他的半自傳《The Last Testament of Lucky Luciano: The Mafia Story in His Own Words》中詳細講述他的父親每年都會有一個新的巴勒摩輪船公司的日曆，並且在他的床下放了一個罐子來儲錢以便乘船旅行。他還在書中提到他的父親太驕傲而不願意向人借錢，所以盧西安諾的表弟Rotolo會秘密地拿錢給他的母親，而Rotolo也住在萊爾卡拉夫里迪。1906年4月，當盧西安諾九歲時，全家移民到美國。他們在紐約市曼哈頓自治區的下東城定居，這是意大利移民的熱門目的地。在14歲時，盧西安諾輟學，並開始了一份遞送帽子的工作，每週收入7美元。然而，在一場擲骰遊戲中贏得244美元後，盧西安諾便辭去工作，並在街上賺錢。同年，盧西安諾的父母送他去布魯克林曠課學院。
作為一個青少年，盧西安諾開始了自己的幫派，而且他是舊五點幫的成員。不像其他街頭幫派的小型犯罪生意，盧西安諾則提供以支付每週10美分來換取意大利和愛爾蘭幫派的保護給猶太年輕人。他也在第一次世界大戰的歲月裡學習了拉皮條生意。在這段時間，盧西安諾也遇到了他的未來生意夥伴和親密朋友邁爾·蘭斯基。
不清楚盧西安諾如何獲得綽號「幸運」（Lucky）。它可能來自1929年被三個男人嚴重毆打，還有喉嚨被砍傷而倖存得來的，這是因為盧西安諾拒絕為另一個黑幫老大工作。從1916年到1936年，盧西安諾被逮捕25次，包括襲擊、非法賭博、勒索和搶劫，但沒有被監禁。「幸運」這個名字也可能是盧西安諾的姓「盧卡尼亞」的讀音錯誤。

## 禁酒令、1920年代早期
1920年1月17日，美國憲法的第十八修正案獲得批准，禁酒令持續到修正案於1933年被廢除。修正案禁止製造，銷售和運輸酒精飲料。由於仍然對酒精的顯著需求，這為罪犯提供了額外的收入來源。
到1920年，盧西安諾遇到了許多未來的黑手黨領袖，包括維多·吉諾維斯和法蘭克·卡斯特羅，都是他在五點幫期間的長期朋友和未來的生意搭檔。同年，曼哈頓下城的幫派老大喬·馬塞里亞招募盧西安諾成為他的槍手之一。在同一時間，盧西安諾和他的親密伙伴開始為賭徒阿諾·羅斯汀工作。羅斯汀立即看到了禁酒令的潛在橫財，並培育盧西安諾運作非法私酒的生意。盧西安諾、卡斯特羅和吉諾維斯從羅斯汀的資金開始他們自己的非法私酒業務。
羅斯汀擔任盧西安諾的導師，除此之外，羅斯汀教他如何在高層社會中行動。在1923年，盧西安諾被臥底探員落入一個售賣海洛因的圈套。雖然他沒有被監禁，但是作為一個毒販而損害了他在高層伙伴和顧客中的聲譽。為了挽救他的聲譽，盧西安諾買了200個在布朗克斯的傑克·登普西 - Luis Firpo拳擊比賽的昂貴座位，並分發給高層的黑幫和政治家。然後，羅斯汀便帶盧西安諾去曼哈頓的沃納梅克百貨公司購物，為這場比賽購買昂貴的衣服。對策有效，而且盧西安諾的聲譽也被挽救。
到1925年，盧西安諾每年的收入超過1200萬美元。在賄賂政治家和警察的費用後，他每年的淨賺收入約為400萬美元。盧西安諾和他的合作夥伴在紐約經營著最大的非法私酒業務，同樣也延伸到費城。他從蘇格蘭進口蘇格蘭威士忌，從加勒比地區進口冧酒，以及從加拿大進口威士忌。盧西安諾也參與非法賭博。

## 勢力崛起、1920年代後期
盧西安諾很快成為喬·馬塞里亞組織中最高級的副官。與羅斯汀相反，馬塞里亞是一個沒有受過教育的男子，舉止態度糟糕，管理技能有限。1920年代末，馬塞里亞的主要競爭對手是老大薩爾瓦托雷·馬蘭扎諾，他來自西西里島，負責管理卡斯泰拉姆馬雷大家族的活動。馬蘭扎諾拒絕支付佣金給馬塞里亞。他們的競爭最終逐步升級為血腥的卡斯泰拉姆馬雷戰爭，並最終導致了馬蘭扎諾和馬塞里亞的死亡。
馬塞里亞和馬蘭扎諾是所謂的「小鬍子皮特」：年長的、傳統的黑手黨老大在意大利開始他們的犯罪事業。他們相信要維持「舊世界黑手黨」的「榮譽」、「傳統」、「尊重」和「尊嚴」的原則。這些老大拒絕與非意大利人合作，甚至懷疑與非西西里人合作。一些最保守的老大只會與他們自己的根源西西里村莊的男人合作。相反，盧西安諾認為，只要有錢賺取的話，你的搭檔種族並不重要。他因此不僅願意與意大利人，而且也與猶太人和愛爾蘭黑幫合作。盧西安諾感到震驚地聽到傳統的西西里黑手黨訓誡他關於他與親密朋友法蘭克·卡斯特羅交易，他們稱為「骯髒的卡拉布里亞」（the dirty Calabrian）。
盧西安諾很快就開始與其他在意大利出生的年輕黑幫結交聯繫，但在美國開始他們的犯罪生涯。他們被稱為年輕派激進分子，對他們老大的保守主義惱怒。盧西安諾想用他從羅斯汀學到的教訓把他們的幫派活動變成犯罪帝國。隨著戰爭的進展，這個集團開始包括了未來的黑幫領導人，例如卡斯特羅、維多·吉諾維斯、Albert Anastasia、喬·阿多尼斯、約瑟夫·博納諾、卡羅·甘比諾、喬·普羅法斯、湯米·加利亞諾、Salvatore Piccolini和湯米·盧切斯。年輕派激進分子相信，他們老大的貪婪和保守主義讓他們繼續貧窮，而愛爾蘭和猶太幫派則富裕起來。盧西安諾的願景是成立一個國家犯罪集團，那麼意大利、猶太和愛爾蘭幫派可以集中資源，將有組織犯罪轉變為一個有利可圖的生意。
1929年10月，盧西安諾被三個男子用槍口威脅下強迫進入一輛加長型禮車，他被毆打和刺傷，並被拋在史泰登島的海灘上。他不知怎麼在折磨中倖存，但永遠留下了疤痕和下垂眼睛的痕跡。他的綁架者身份從未確認。當在被毆打後而被警察發現時，盧西安諾說他不知道是誰做的。然而，在1953年，盧西安諾告訴一名採訪者，是警察綁架和毆打他的。另一個故事則是馬蘭扎諾下令襲擊的。最重要的結果是引發了新聞報導，把盧西安諾介紹給紐約公眾。

### 玩弄權力

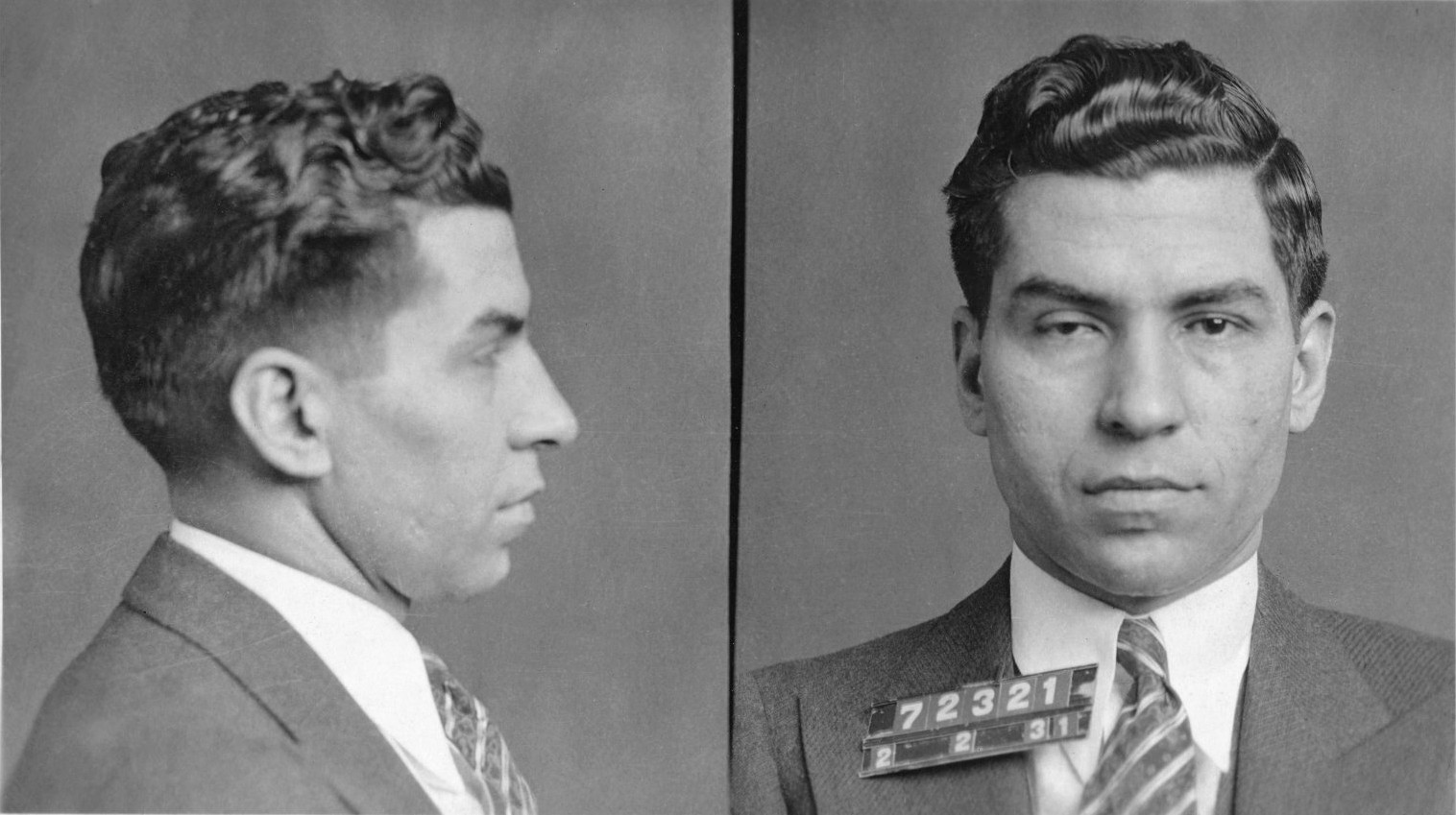
1931年，幸運·盧西安諾的紐約市警察局臉部照片

1931年初，盧西安諾決定要剷除馬塞里亞。這場戰爭對馬塞里亞而言一直很糟糕，盧西安諾則看到了改變效忠的機會。在與馬蘭扎諾的秘密交易中，盧西安諾同意策劃馬塞里亞之死，以換取馬塞里亞的非法勾當，並成為馬蘭扎諾的第二把手。
1931年4月15日，盧西安諾邀請馬塞里亞和另外兩名合夥人在一間康尼島餐廳吃午飯。吃完他們的午飯後，黑幫們便決定打牌。那時，盧西安諾去了洗手間。四名槍手，分別是吉諾維斯、Anastasia、阿多尼斯和本傑明·「畢斯」·西格爾，走進餐廳內，射殺了馬塞里亞和他的兩個人。隨著馬蘭扎諾的祝福，盧西安諾接管了馬塞里亞的幫派，成為馬蘭扎諾的副官。卡斯泰拉姆馬雷戰爭結束了。
隨著馬塞里亞消失，馬蘭扎諾便將所有在紐約市的意大利裔美國幫派分成五大家族。根據他與馬蘭扎諾的最初交易，盧西安諾接管了舊的馬塞里亞幫派。其他四個家族由馬蘭扎諾、普羅法斯、Gagliano和文森特·曼加諾領導。馬蘭扎諾承諾，所有的家族將會是平等和自由地賺錢。然而，在紐約上州的犯罪老大會議上，馬蘭扎諾宣稱自己是「Capo di tutti capi」（所有老大的老大），美國有組織犯罪的絕對老大。馬蘭扎諾也在有利於自己之下削減了對手家族的非法勾當。盧西安諾似乎接受了這些改變，但只不過在除掉馬蘭扎諾之前爭取他的時間。雖然馬蘭扎諾比馬塞里亞稍微更有遠見，盧西安諾卻相信馬蘭扎諾比馬塞里亞更加貪婪和迂腐狹窄。
到1931年9月，馬蘭扎諾意識到盧西安諾是一個威脅，並僱用了一名愛爾蘭黑幫文森特·「瘋狗」·科爾去殺死他。然而，盧切斯警告盧西安諾他被標記要死。9月10日，馬蘭扎諾命令盧西安諾和吉諾維斯來到他位於曼哈頓230公園大道的辦公室。深信馬蘭扎諾計劃謀殺他們，盧西安諾便決定先行動。他派四名不知名的猶太黑幫去馬蘭扎諾的辦公室面對馬蘭扎諾的人馬。他們在都是猶太人的蘭斯基和西格爾的幫助下得到了保護。他們偽裝成政府探員，兩名黑幫解除了馬蘭扎諾保鏢的武裝。湯米·盧切斯則幫助另外兩名黑幫，他在那裡指出馬蘭扎諾，在射殺馬蘭扎諾之前多次刺傷了他。這次暗殺是後來被傳說為「西西里晚禱之夜」（Night of the Sicilian Vespers）。
幾天後的9月13日，另外兩個馬蘭扎諾盟友的屍體，Samuel Monaco和Louis Russo在紐華克灣找回，顯示出有酷刑的證據。同時，匹茲堡犯罪家族的領袖Joseph Siragusa在家中被槍殺。10月15日，洛杉磯犯罪家族頭目Joe Ardizzone的失蹤，後來被視為這個聲稱計劃的一部分，以迅速消滅老舊的西西里老大。然而，由盧西安諾指揮的有組織大規模清除的主意被揭穿只是一個神話。

## 改組美國黑手黨
隨著馬蘭扎諾的死亡，盧西安諾成為美國頭號的有組織犯罪老大。他已經到達了美國黑社會的頂峰，與其他家族老大一起指導犯罪規則、政策和活動。盧西安諾也有自己的犯罪家族，其控制著紐約市賺大錢的犯罪勾當，例如非法賭博、收受賭注、放高利貸、毒品交易和敲詐勒索。盧西安諾在勞工和工會活動中變得非常有影響力，並控制了曼哈頓濱水區、垃圾運輸、建築業、服裝中心業務和貨車運輸。
盧西安諾取消了馬蘭扎諾的「capo di tutti i capi」或「所有老大的老大」稱號。盧西安諾認為這個身份造成了家族之間的麻煩，並使自己成為另一個野心勃勃的挑戰者的目標。相反，盧西安諾選擇與其他家族老大建立非正式結盟的委員會，透過委員會來悄悄地維持控制權。
不過，盧西安諾並沒有放棄馬蘭扎諾的所有改變。盧西安諾認為，在一個犯罪家族中成為一個「榮譽的男人」或者一個「amico nostro」（我們的朋友）的儀式是西西里過時的風俗。然而，蘭斯基說服盧西安諾保留amico nostro，認為年輕人需要儀式來提高對家族的服從。盧西安諾仍然致力於緘默法則，保護家族免於法律起訴。此外，盧西安諾還在紐約市保留了馬蘭扎諾的五大犯罪家族的組織。
盧西安諾將他最信任的意大利伙伴提升到現在的盧西安諾犯罪家族的高級職位。吉諾維斯成為小老闆和卡斯特羅的顧問。Michael "Trigger Mike" Coppola、安東尼·斯特羅洛、喬·阿多尼斯、威利·莫萊蒂和安東尼·卡法諾都擔任為頭目。因為蘭斯基和西格爾是非意大利人，兩人都不能在任何美國黑手黨家族中擔任正式職位。不過，蘭斯基是盧西安諾的首席顧問，而西格爾是值得信賴的伙伴。

## 黑手黨委員會
盧西安諾在前芝加哥老大強尼·托里奧的鼓勵下成立了黑手黨委員會，充當有組織犯罪的執政機構。其委員會旨在解決所有糾紛，並決定哪些家族控制哪些地盤，而委員會被稱為盧西安諾最偉大的改革。盧西安諾利用委員會的目的是悄悄地維護自己高於所有家族的權力，並防止未來的幫派戰爭。
委員會最初由紐約市五大家族、費城犯罪家族、普法羅犯罪家族、洛杉磯犯罪家族和艾爾·卡彭的芝加哥犯罪集團的代表組成。後來，底特律犯罪家族和堪薩斯城犯罪家族也被加上。委員會還為紐約的愛爾蘭和猶太犯罪組織提供了代表。所有委員會的成員本應保有相同的權力並有一票投票權。實際上，盧西安諾和他的盟友控制了委員會。
委員會的第一個考驗是在1935年，當時委員會命令幫派老大杜奇·舒爾茲放棄謀殺特別檢察官湯瑪斯·杜威的計劃。盧西安諾認為，杜威被暗殺會引起大規模的執法鎮壓。蔑視的舒爾茲告訴委員會，他將在接下來的三天內殺死杜威（或他的助手David Asch）。作為回應，委員會迅速安排謀殺舒爾茲。1935年10月24日，舒爾茲在殺死杜威或Asch之前，他在新澤西州紐瓦克的一家客棧內被謀殺。

## 被起訴操縱賣淫
在1930年代早期，盧西安諾的犯罪家族開始接管紐約市的小規模賣淫活動。1935年6月，紐約州州長赫伯特·H·萊曼任命美國律師湯瑪斯·杜威為特別地方檢察官，以打擊該城市的有組織犯罪。杜威的助理地方檢察官厄尼絲·卡特進行了一項針對賣淫勾當的調查，將紐約最強大的黑幫盧西安諾聯系到這個賣淫網絡。
1936年2月2日，杜威對曼哈頓和布魯克林的200間妓院發動大規模的警察突擊搜查，使他獲得全國性的讚譽為主要的「打黑執法者」（gangbuster）。10名男子和100名女子被捕。然而，與之前的突擊搜查不同，杜威並沒有釋放被捕者。相反，他把他們帶到了法院，而法官為他們提供了10,000美元的保釋金，遠遠超出他們可支付的能力。到3月中期，有幾名被告為了出獄而牽連盧西安諾。其中三名妓女暗示盧西安諾為收錢的元凶。不過，與盧西安諾有聯繫的David Betillo實際上才是負責紐約的賣淫集團；盧西安諾收到的任何錢都是來自Betillo的。
1936年3月後期，盧西安諾收到一個他將會被捕的提醒，並且逃往阿肯色州的溫泉城。不幸地對他而言，溫泉城的一名紐約探員在一次不同的任務中發現了盧西安諾並通知了杜威。4月3日，盧西安諾因為在紐約的一份刑事訴狀中於溫泉城被捕。第二天在紐約，杜威以60項強逼賣淫罪名起訴了盧西安諾和他的幫兇。在阿肯色州的盧西安諾的律師隨後開始了一場激烈的反引渡的法律戰。4月6日，有人向阿肯色州檢察長Carl E. Bailey給了50,000美元的賄金，以幫助盧西安諾的案件。不過，Bailey拒絕賄賂並立即報告這件事。
4月17日，在所有盧西安諾的合法選擇權都已用完之後，阿肯色州當局將他交給了三名紐約市警察局的探員，準備乘火車送他返回紐約進行審判。當火車到達密蘇里州的聖路易斯時，探員和盧西安諾換了火車。在這次轉換過程中，他們被20名當地的警察看守，以防止黑幫企圖營救他。他們於4月18日抵達紐約，盧西安諾在沒有保釋下被送入監獄。
1936年5月13日，盧西安諾的拉皮條審判開始了。杜威指責盧西安諾是一個被稱為「混合體」（the Combination）的大規模賣淫集團的一部分。在審判期間，杜威透過直接提問和電話記錄揭穿盧西安諾在證人席上說謊；盧西安諾也沒有解釋為什麼他的聯邦所得稅記錄聲稱他每年只有22,000美元，而他顯然是一名富有的人。杜威在盧西安諾的長時間被捕記錄，以及盧西安諾與著名黑幫馬塞里亞、Ciro Terranova和路易·巴克爾特的關係上無情地迫壓他。6月7日，盧西安諾在62項的強迫賣淫罪上被判有罪。7月18日，他與Betillo和其他人在州立監獄被判刑30至50年。
許多的觀察家質疑是否有足夠的證據支持對盧西安諾的指控。就像幾乎所有的犯罪家族一樣，盧西安諾家族幾乎肯定從賣淫活動中獲利，並從妓院老鴇和老闆中勒索金錢。然而，像大多數老大一樣，盧西安諾在自己和犯罪行為之間創造了一層隔層。如果他直接參與任何犯罪企業，更不用說賣淫集團，這相當大的程度上不符合他的性格。至少有兩位與他同時代的人都否認盧西安諾曾經是「混合體」的一部分。紐約妓院夫人波莉·阿德勒的回憶錄中寫道，如果盧西安諾參與了「混合體」，她會知道的。博納諾是與盧西安諾同時代的最後一位尚未入獄的人，他也在他的書《A Man of Honor》中否認盧西安諾直接參與賣淫活動。

### 入獄
盧西安諾繼續從獄中操縱他的犯罪家族，透過代理老大吉諾維斯來傳達他的命令。然而，1937年，吉諾維斯逃到那不勒斯，以避免在紐約即將到來的謀殺案起訴。盧西安諾任命他的顧問卡斯特羅為新的代理老大，並且是盧西安諾的利益監督者。
盧西安諾在紐約州奧西寧 (紐約州)的新新懲教所首次被監禁。然而，在1936年後期，當局將他移到了丹尼莫拉的克林頓懲教所，這是一個遠離紐約市的偏遠場所。在克林頓，Betillo在當局提供的廚房裡為盧西安諾準備了特別的菜餚。盧西安諾被分配到監獄洗衣服房裡工作。盧西安諾利用他的影響力幫助他獲得材料在監獄裡建設教堂，該教堂最出名的是紐約州懲教系統中的其中一個唯一有獨立式教堂，同時在教堂的聖壇上有兩個來自斐迪南·麥哲倫的船「維多利亞號」的原裝門。
盧西安諾的法律上訴一直持續到1938年10月10日，當時美國最高法院拒絕審查他的案件。此時，盧西安諾辭去了家族老大的職務，而卡斯特羅正式取代他。

## 第二次世界大戰、自由及驅逐出境
在第二次世界大戰期間，美國政府與被監禁的盧西安諾達成了一項秘密協議。1942年，美國海軍情報局擔心德國和意大利特工透過紐約濱水區進入美國。他們也擔心這些設施被蓄意破壞。知道美國黑手黨控制了濱水區後，美國海軍就有關與盧西安諾的協議而聯繫了蘭斯基。為方便談判，紐約州將盧西安諾從克林頓監獄（Clinton prison）轉交到紐約州安妮堡的大草地懲教所，這懲教所很接近紐約市。
美國海軍、紐約州和盧西安諾最終達成協議。為了換取他判決的特赦，盧西安諾答應他的組織向海軍提供情報方面的全面協助。控制了碼頭的盧西安諾盟友艾伯特·阿納斯塔塞據說承諾在戰爭期間不會有碼頭工人罷工。為準備1943年西西里島的盟軍入侵，盧西安諾據說向美軍提供了與西西里黑手黨接觸。這次美國海軍與黑手黨的合作被稱為黑社會行動。
盧西安諾對戰爭成就貢獻的價值被高度爭議。1947年，負責黑社會行動的海軍軍官不重視盧西安諾戰時援助的價值。州長杜威下令的一則1954年報告表示，盧西安諾向海軍情報部門提供了許多有價值的貢獻。據說盧西安諾說，敵方對碼頭構成威脅是在紐約港的SS諾曼底號沉沒而捏造，據稱是由阿納斯塔塞的弟弟安東尼·阿納斯塔西奧策劃的。但是，對船隻沉沒的官方調查並沒有發現任何被蓄意破壞的證據。
1946年1月3日，作為獎勵他的戰時合作，現任州長湯瑪斯·杜威不情願地減輕了盧西安諾的拉皮條判刑，條件是他不反抗驅逐出境到意大利。盧西安諾接受這筆交易，儘管他仍然保留他是美國公民身份及不服從遞解離境。1946年2月2日，兩名聯邦移民探員將盧西安諾從新新監獄（Sing Sing prison）運往紐約港的埃利斯島，進行驅逐出境。2月9日，盧西安諾出發之前的那天晚上，他與阿納斯塔塞和其他5位客人在他的貨船上分享了意大利麵晚餐。
1946年2月10日，盧西安諾的船從布魯克林港前往意大利。這是他最後一次見到美國。2月28日，經過17天的航程後，盧西安諾的船抵達了那不勒斯。盧西安諾抵達時告訴記者，他可能會居住在西西里島。
盧西安諾對於不得不離開美國感到非常痛苦，美國是自他9歲抵達以來一直認為是自己家鄉的國家。在流放期間，盧西安諾在意大利的火車旅行中經常遇到美軍和美國遊客。盧西安諾喜歡這些會面，並高興地拍照和親筆簽名。

## 哈瓦那會議

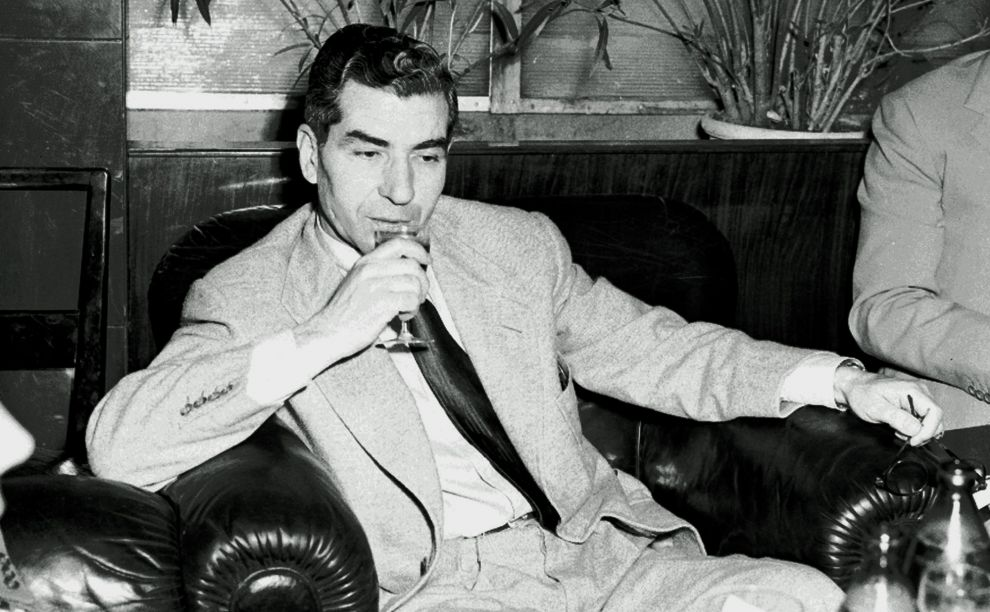
1948年的幸運·盧西安諾

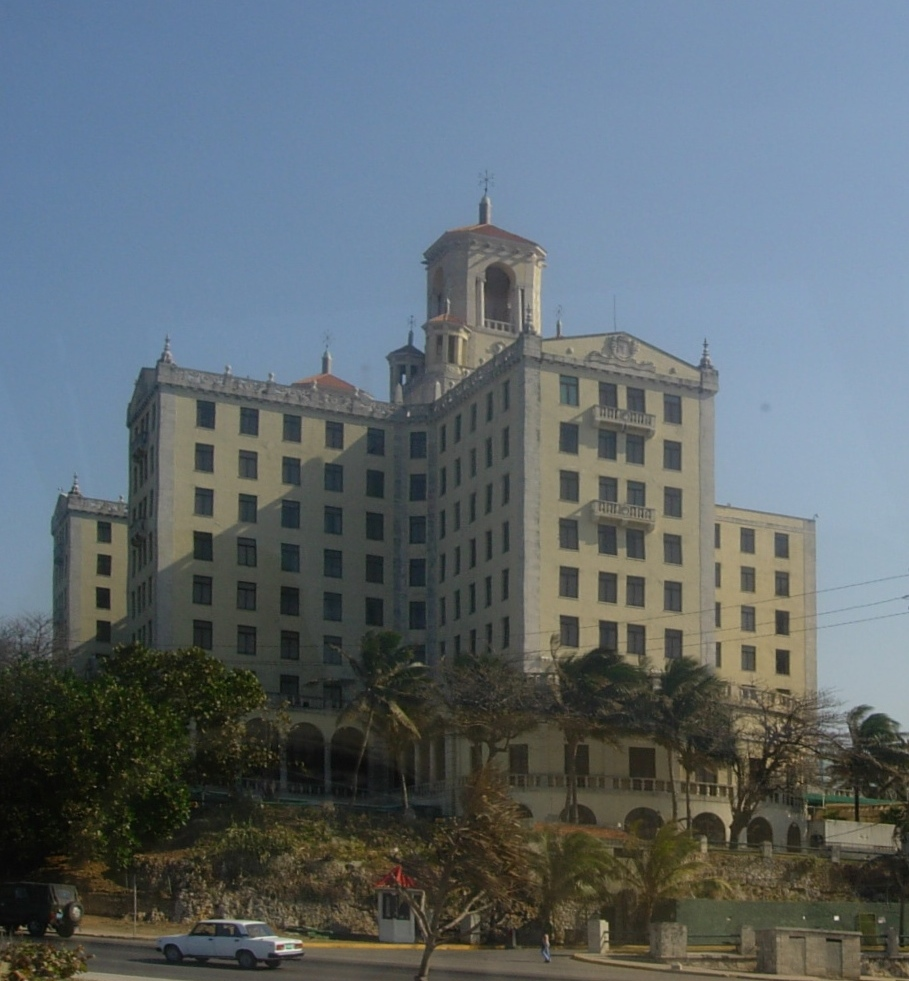
幸運·盧西安諾在古巴的前住所

1946年10月，卢西安诺秘密地从意大利迁到古巴的哈瓦那。盧西安諾首先從那不勒斯乘坐一艘貨輪到委內瑞拉的卡拉卡斯，然後飛往里約熱內盧。他然後飛往墨西哥城，並原路折回卡拉卡斯，在那裡他乘坐一架私人飛機到古巴的卡馬圭，最後在10月29日到達。盧西安諾然後駕車到哈瓦那，在那裡他搬到了城市的米拉馬爾區的一間莊園裏。
盧西安諾去古巴的目標是要更接近美國，以便他能夠繼續控制美國黑手黨活動，並最終返回美國。蘭斯基已經成為古巴賭博和酒店項目的主要投資者。
1946年12月，蘭斯基在哈瓦那召開一場主要犯罪家族頭目的會議。表面原因是看歌手法蘭·仙納杜拉表演。不過，真正的原因是與盧西安諾討論黑幫事務。討論的三個議題分別是海洛英交易、古巴賭博、以及如何處理西格爾和在拉斯維加斯困難重重的火鶴酒店項目。會議在古巴國民酒店舉行，持續了一個多星期。

12月20日，在會議期間，盧西安諾在他的酒店套房內與吉諾維斯進行了私人會晤。1945年，吉諾維斯從意大利返回紐約，去面對他的1934年謀殺罪審訊。然而，在1946年6月，這些指控被駁回，而吉諾維斯可以自由地回到黑幫事務。不像卡斯特羅，盧西安諾從來沒有信任過吉諾維斯。在會議中，吉諾維斯試圖說服盧西安諾成為老大們的老大，並讓吉諾維斯運作一切。盧西安諾冷靜地拒絕吉諾維斯的建議：
你忘記了當初委員會剛成立時，我在芝加哥說過的話：再也沒有所謂的首席領導人！我在眾人面前推掉這個頭銜，現在如果我改變心意，也有可能會接受，但是輪不到你來決定。現在你是為我工作，我還不想退休，也不想再聽到你說這些話，否則我會發火。
在哈瓦那會議開始後不久，美國政府打聽到盧西安諾身在古巴。盧西安諾已經公開地與仙納杜拉稱兄道弟，還有參觀眾多的夜總會，所以他在哈瓦那的存在並不是秘密了。美國開始向古巴政府施壓來驅逐他出境。1947年2月21日，美國毒品調查專員哈利·J·安斯林格通知古巴政府，美國會將在盧西安諾身處在那裡的期間攔截所有向古巴運送麻醉處方用的藥物。兩天後，古巴政府便宣布盧西安諾被拘留，並將在48小時內被驅逐到意大利。盧西安諾被放在一艘正在航行至意大利熱那亞的土耳其貨船上。

## 在意大利的活動
在盧西安諾秘密前往古巴後，他在警方的严密监视下度过了余生。當盧西安諾在1947年4月11日從古巴抵達熱那亞時，意大利警方便逮捕了他，並將他送到位於帕勒莫的監獄。5月11日，帕勒莫的地區委員會警告盧西安諾不要惹事生非，並把他釋放出獄。
1949年7月初，羅馬警方在涉嫌向紐約販運麻醉藥的情況下逮捕了盧西安諾。7月15日，監禁一周之後，警方在沒有起訴任何指控下釋放盧西安諾。當局也永久禁止他拜訪羅馬。1951年6月9日，盧西安諾被那不勒斯警方懷疑涉嫌非法將57,000美元現金和一輛新的美國汽車進口到意大利。經過20個小時的審問後，警方釋放了盧西安諾，沒有任何指控。
1952年，意大利政府在美國和加拿大執法官員的投訴下撤銷了盧西安諾的意大利護照。1954年11月1日，那不勒斯的意大利司法委員會對盧西安諾施加兩年的嚴格限制。他被規定要每個星期日向警方報告，每天晚上都要留在家裏，並在沒有警察許可的情況下不會離開那不勒斯。委員會引述盧西安諾被控參與毒品交易是這些限制約束的原因。

## 个人生活
1929年，卢西安诺遇到嘉·奥尔洛娃（Gay Orlova），她是一名在荷里活百老匯主要的夜總會之一的有特色的舞者。他们一直形影不離，直到卢西安诺进了监狱，但他們从来没有结婚。
在1948年初，卢西安诺遇到伊格·梭尼（Igea Lissoni），一名小他20岁的米蘭芭蕾舞女，他后来形容梭尼为他一生的挚爱。在夏天，梭尼搬來和他同住。雖然有報導說這對情侶在1949年結婚，但其他人則表示只是交換戒指。盧西安諾和梭尼一起住在盧西安諾位於那不勒斯的房子。雖然盧西安諾寵愛梭尼，但他繼續與其他女人風流。這導致了許多與梭尼的爭執，盧西安諾也在幾個場合上多次毆打她。在1959年，梭尼死于乳癌。
卢西安诺从来没有任何孩子。他曾經為此提供他的理由：「我不想讓我的兒子像盧西亞諾的兒子那樣過著黑幫流氓的生活。有一件事我還是憎恨杜威，就是令我成為世界眼中的流氓。」

## 美國的權力鬥爭
到1957年，吉諾維斯覺得有足夠力量可以對抗盧西安諾和他在紐約的代理老大法蘭克·卡斯特羅。他在阿納斯塔塞犯罪家族的小老闆卡羅·甘比諾幫助下採取行動。1957年5月2日，遵照維多·吉諾維斯的命令，Vincent "Chin" Gigante在卡斯特羅的中央公園大樓The Majestic的大廳內伏擊他。Gigante喊道：「這是給你的，法蘭克」，當卡斯特羅轉過頭時，便槍擊他的頭。Gigante在射擊他的武器後，便很快就離開了，而他以為已經殺死了卡斯特羅。不過，子彈剛剛擦過卡斯特羅的頭，他沒有受重傷。
儘管卡斯特羅拒絕與警方合作，但Gigante因企圖謀殺而被捕。Gigante在審判中被無罪，在裁決之後在法庭上感謝卡斯特羅。卡斯特羅在退讓現今稱為吉諾維斯犯罪家族的控制權給吉諾維斯後，被准許退休。盧西安諾無力阻止。
1957年10月26日，吉諾維斯和甘比諾安排了另一個盧西安諾盟友艾伯特·阿納斯塔塞的謀殺。甘比諾接管了現在稱為的甘比諾犯罪家族。吉諾維斯現在相信自己是美國黑手黨中最大的老大。
1957年11月，吉諾維斯在紐約州阿巴拉欽召開了一個黑手黨老大的會議，以批准他接管盧西安諾家族並建立他的全國勢力。相反，當執法人員突擊阿巴拉欽會議時，會議變成了一場大失敗。超過65名高層黑幫被捕，而美國黑手黨臣服於媒體和許多大陪審員的傳召。憤怒的黑幫為這場災難指責吉諾維斯，為吉諾維斯的對手打開了一個機會之窗。
卡斯特羅、盧西安諾和甘比諾在西西里島帕勒莫的一間酒店會面，討論他們的行動計劃。甘比諾在自己的權力行動中已離棄了吉諾維斯。在會議之後，盧西安諾據說支付了一名美國毒販10萬美元，將吉諾維斯誣陷牽累至一場毒品交易中。
1959年4月4日，吉諾維斯在紐約被判犯違反聯邦毒品法的密謀罪。吉諾維斯被送到監獄15年，他試圖從監獄中運作他的犯罪家族，直至他於1969年去世為止。同時，甘比諾現在已經成為了美國黑手黨中最強大的人物。

## 逝世和遺產
1962年1月26日，盧西安諾在那不勒斯国际机场因心脏病突发身亡。當時盧西安諾已經去機場與美國製片人Martin Gosch就根據他一生的電影而進行會面。為了避免引起其他美國黑手黨成員的反感，盧西安諾在以前拒絕批准電影，但據報導，在梭尼去世後，他就心軟了。在與Gosch會面後，盧西安諾受到心臟病發作的折磨而死了。盧西安諾並不知道意大利毒品探員跟隨他前往機場以毒品走私罪來逮捕他。
三天後，有300人出席了在那不勒斯的盧西安諾葬禮。盧西安諾的遺體被放在一輛用馬匹拉的黑色黑廂車，沿著那不勒斯的街道運送。在美國政府允許的情況下，盧西安諾的親戚將他的遺體帶回紐約進行埋葬。他被埋葬在皇后區中村的聖約翰墓地。超過2000名悼念者出席他的葬禮。盧西安諾的長期好友，甘比諾犯罪家族老大卡羅·甘比諾，念葬禮悼詞。
甘比諾是除盧西安諾以外唯一一個老大完全控制了委員會和差不多所有在美國的黑手黨家族。在流行文化中，黑手黨的擁護者及其歷史經常爭論著盧西安諾和他同一時代的艾爾·卡彭之間誰才是最了不起的大人物。卡彭與芝加哥犯罪集團廣為人知的功績使他成為美國歷史上最著名的黑幫，但他並沒有像盧西安諾這樣在創立和運作委員會時對其他黑手黨家族施加影響力。
1998年，《時代》雜誌描繪盧西安諾為在20世紀20名最具影響力的建設者和巨人之中的「犯罪大亨」。

## 名言
“我每次尿尿時間都很長”，為1931年盧西安諾派手下狙殺自己原先的黑幫老大馬塞利亞后，在法庭上提出不在場證據時說出的辩词，並成為第二天紐約時報的標題。

## 流行文化

### 電影
- 《Deported（英语：Deported (film)）》（1950年），故事基於盧西安諾而改編的，由傑夫·錢德勒（英语：Jeff Chandler）飾演盧西安諾
- 《大時代》（The Valachi Papers，1972年），安傑羅·殷凡堤（英语：Angelo Infanti）飾演盧西安諾[51]
- 《教父之祖》（Lucky Luciano，1973年），賈恩·馬里亞·華龍泰（英语：Gian Maria Volontè）飾演盧西安諾[52]
- 《賊王之王》（Lepke，1975年），維克·泰拜克（英语：Vic Tayback）飾演盧西安諾[53]
- 《Brass Target（英语：Brass Target）》（1978年），李·蒙塔格（英语：Lee Montague）飾演盧西安諾
- 《棉花俱樂部》（The Cotton Club，1984年），喬·戴勒山度（英语：Joe Dallesandro）飾演盧西安諾
- 《江湖好漢》（Mobsters，1991年），克利斯丁·史萊特飾演盧西安諾
- 《豪情四海》（Bugsy，1991年），比爾·格雷厄姆（英语：Bill Graham (promoter)）飾演盧西安諾
- 《義膽風雲》（Billy Bathgate，1991年），史丹利·特治飾演盧西安諾
- 《The Outfit》（1993年），比利·德拉高（英语：Billy Drago）飾演盧西安諾
- 《血染哈林》（Hoodlum，1997年），安迪·加西亞飾演盧西安諾
- 《Bonanno: A Godfather's Story》（1999年，電視電影），Vince Corazza（英语：Vince Corazza）飾演盧西安諾
- 《Lansky（英语：Lansky (film)）》（1999年，電視電影），安東尼·拉帕里亞飾演盧西安諾
- 《The Real Untouchables》（2001年），David Viggiano飾演盧西安諾

### 電視劇
- 《不可触犯（英语：The Untouchables (1959 TV series)）》（1959年–1962年），Robert Carricart飾演盧西安諾
- 《The Witness（英语：The Witness (TV series)）》（1960年–1961年），泰利·沙瓦拉飾演盧西安諾
- 《The Gangster Chronicles（英语：The Gangster Chronicles）》（1981年），米高·諾瑞（英语：Michael Nouri）飾演盧西安諾
- 《酒私風雲》（Boardwalk Empire，2010年–2014年），文森特·皮亞扎飾演盧西安諾[54]
- 《紐約黑幫紀實》（The Making of the Mob: New York，2015年），Rich Graff飾演盧西安諾[55]

### 書籍
- 《Luciano's Luck》（1981年），作者是傑克·希金斯——虛構假設了盧西安諾的二次大戰戰爭成就。
- 《The Last Testament of Lucky Luciano》（1975年），作者是Martin A. Gosch和Richard Hammer——半自傳，根據盧西安諾口述他的一生而成。
- 《夜行人生》（2012年），作者是丹尼斯·勒翰——盧西安諾是虛構黑幫Joe Coughlin故事中的次要角色。他在續集《World Gone By（英语：World Gone By）》中被進一步提及。
- 《Santangelo（英语：Santangelo novels）》系列小說，作者是傑基·科林斯（英语：Jackie Collins）——角色Lucky Santangelo是以幸運·盧西安諾來命名。

## 延伸閱讀
- Gosch, Martin A.; Hammer, Richard. . Boston: Little Brown and Company. 1974. ISBN 0-316-32140-0.
- Gosch, Martin A.; Hammer, Richard. . New York: Enigma Books. 2013. ISBN 978-1-936274-57-4. [Paperback]
- Raab, Selwyn. . St. Martin's Press. 2006. ISBN 0-312-36181-5.
- Klerks, Cat. . Altitude Publishing, Ltd. 2005. ISBN 1-55265-102-9.
- Powell, Hickman. . Barricade Books, Incorporated. 2000. ISBN 0-8065-0493-5.
- Feder, Sid; Joesten, Joachim. . Da Capo Press. 1994  [2013-04-21]. ISBN 0-306-80592-8.
- Newark, Tim.  1st. New York: Thomas Dunne Books. 2010  [2013-04-21]. ISBN 978-0-312-60182-9.
- Stolberg, Mary M. . Boston: Northeastern University Press. 1995  [2013-04-21]. ISBN 1-55553-245-4.
- Sifakis, Carl.  3rd. New York, NY: Facts On File. 2005  [2013-04-21]. ISBN 0-8160-6989-1. （原始内容存档于2016-01-25）.
- English, T. J. . New York: Harper. 2008  [2013-04-21]. ISBN 0061712744.